# Jean-Philippe Lustyk
 (septembre 2016).
Jean-Philippe Lustyk, né en 1961, est un journaliste français, spécialiste de la boxe.

## Parcours

### Télévision
Après une licence d’histoire à Paris-I la Sorbonne et un stage au Figaro, il rejoint en janvier 1985, deux mois après sa création, la chaîne Canal+ et devient le premier journaliste multisports engagé au service des sports, dirigé à l’époque par Charles Biétry et Roger Zabel.
À Canal+, entre 1985 et 1990, il commente et présente le basket avec George Eddy (la NBA et les matchs internationaux de l'Équipe de France...), l'athlétisme avec Robert Parienté, directeur de la rédaction de L'Équipe (les meetings de Paris, marathons de New York...), le rugby avec Jean-Pierre Rives et Francis Deltéral (Championnat de France, et le match du centenaire à Cardiff de l'International Rugby Board) et le football (Championnats de France et étrangers).
Il devient, parallèlement, le spécialiste de la boxe. Il conçoit et présente tous les lundis la célèbre émission des KO de Canal+ avec Jean-Claude Bouttier. Ensemble, ils forment un duo complémentaire et de renom qui va marquer l'histoire de la boxe à la télévision. Ils commentent à travers le monde les plus grands combats de Mike Tyson, Sugar Ray Leonard, George Foreman, Thomas Hearns...et autres légendes.
En 1991, il rejoint TF1 en tant que producteur délégué de la boxe et développe la stratégie et la programmation en diffusant les combats des champions français tels que Christophe Tiozzo, Laurent Boudouani, Jean-Baptiste Mendy... Il couvre parallèlement à son sport de prédilection les épreuves de ski alpin aux Jeux olympiques d'hiver de 1994 à Lillehammer, mais aussi la natation et l'athlétisme aux Jeux olympiques d'été de 1992 à Barcelone, de 1996 à Atlanta et de 2000 à Sydney.
La chaîne lui demande d’animer le premier numéro du Chéri de ces dames (« Chéri Chéries »), une émission de divertissement diffusée en seconde partie de soirée le 25 août 1995 à 22 h 55, dans laquelle 10 hommes sont testés par un jury de 200 femmes. C'est un succès, puisque le programme dépasse les 50 % de parts de marché, cependant la chaîne souhaite modifier des détails et cherche un animateur plus emblématique pour présenter le programme. L'émission revient à la rentrée 1998 en première partie de soirée, animée par Pascal Brunner. Jean-Philippe Lustyk présente également pendant trois ans à Noël Le Bétisier du Sport avec Sophie Thalmann.
Jean-Philippe Lustyk couvre également la Coupe du monde de rugby à XV 1991, les championnats du monde d'athlétisme 1993, les championnats du monde et la coupe du monde de ski alpin 1996 et 1997.
Eurosport International, propriété de TF1, lui demande également, dès 1991, de mettre en place sa stratégie boxe. Chargé de la programmation et des achats de droits pour toute l'Europe, il devient le « Boxing Producer ». En 1993, Jean-Philippe Lustyk crée alors le premier magazine hebdomadaire paneuropéen de boxe Prime Time Boxing Special qui va durer près de dix ans. Jusqu'en 2010, Jean-Philippe Lustyk est le producteur et rédacteur en chef de la boxe pour Eurosport International. Jean-Philippe Lustyk a commenté aussi pour les Chaines américaines CKSN et KingVision les championnats du monde de Boxe : Hill vs Maske, Mormeck vs Bell, etc.
En 2005, TPS Star fait appel à lui pour négocier le contrat (durée de deux ans) avec Don King et commenter en direct des États-Unis les combats de Jean-Marc Mormeck et les championnats du monde. Parallèlement, il intervient sur Infosport+ pour débattre sur les sujets d’actualités et apporter sa connaissance de la boxe et du sport en général.
En 2008, il présente sur Eurosport l’émission hebdomadaire de rugby 22h30 c’est l’heure du rugby. De septembre à décembre 2009, Jean-Philippe Lustyk anime chaque week-end en direct Midi Sports sur la chaine d’information iTélé dans laquelle un invité du monde des arts et du spectacle commente l‘actualité sportive. À partir de la même année et jusqu’en juin 2011, il devient l’expert de la boxe pour Orange sport et commente tous les combats dont le championnat du monde des lourds de Jean-Marc Mormeck contre Wladimir Klitschko.

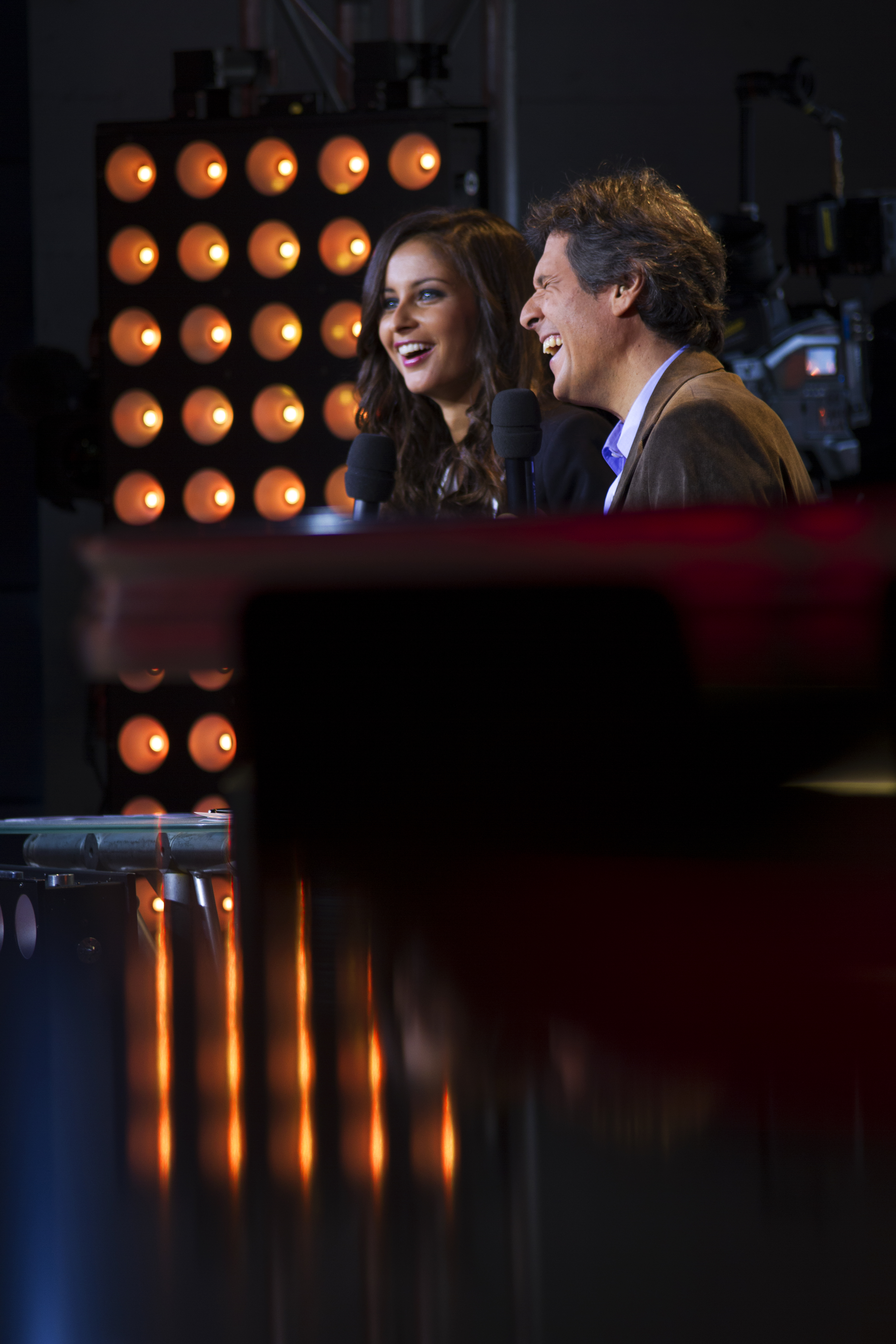
Jean-Philippe Lustyk et Malika Ménard dans Paris le Club.

En avril 2011, Jean-Philippe Lustyk rejoint Ma Chaîne Sport pour présenter le magazine Tribune Boxe et commenter les championnats de France et du monde avec son fidèle consultant Jean-Claude Bouttier qu'il retrouve à cette occasion. De septembre 2012 à juin 2013, il anime sur la chaîne Sport365 un talk show A Domicile, diffusé en direct entre 22 h et 23 h 30, qui traite de tous les sujets d'actualités liés aux sports sur un plan culturel, politique et sociétal. Entre septembre 2013 et juin 2014, il présente sur France 3 Paris Île-de-France, avec Malika Ménard, 'Paris le Club un magazine de football hebdomadaire sur le PSG produit par Stéphane Simon. Jean-Philippe Lustyk est depuis avril 2014 l'expert de la boxe pour la chaîne L'Équipe qui diffuse en direct les plus grands combats internationaux et les plus belles affiches françaises. Depuis janvier 2016, il produit et présente sur la chaîne d'information internationale I24news le magazine hebdomadaire Sport.

### Radio
De 2001 à 2002, il anime l'Intégrale Sport sur RMC.
À l'été 2008, il assure la présentation d'Europe Sport sur Europe 1, émission traitant de toute l'actualité sportive. Il est aussi régulièrement le consultant boxe de la station.
Entre septembre 2013 et juin 2014, il intervient sur RTL dans l’émission On refait Le Sport les lundis entre 22 h et 23 h.

### Production
Jean-Philippe Lustyk a écrit et coproduit un documentaire pour France 5 « JO Berlin 36 La grande Illusion » réalisé par Frank Cassenti, diffusé en 2015.
Il a produit avec sa Société K’LIMAGE plusieurs documentaires relatifs au sport et à l'histoire pour Planète+, Odyssée, Paris Première, France 5, 13e rue, Equidia :
- « Marie-Jo Perec » - 2000
- « Backstage » - 2001
- « Le Fabuleux destin d’Amélie Mauresmo » - 2003
- « Régine Cavagnoud » - 2003
- « Du Stade au Tribunal » - 2004
- « L’Âme des Jeux » - 2004
- « Mathias Moncorgé, le fils du Gentleman d’Epsom » - 2005

### Auteur
Jean-Philippe est l’auteur de  documentaires sportifs :
- « Les Grands Champions devenus Criminels » - NRJ 12 - 2010[4].
- « Le Rio de Valdo » - France Ô - 2014
- Du livret et bonus DVD « Tyson de James Toback » - 2009

### Enseignement et animation
Jean-Philippe a enseigné[précision nécessaire] dans les écoles de journalisme et animé plusieurs Conventions pour les grandes entreprises.

### Stylisme
Jean-Philippe Lustyk a lancé une marque de sportswear qui se nomme Fight & Fury.